# Alberik I van Spoleto
Alberik I van Spoleto was markgraaf van Spoleto en Camerino van 898 tot ca.922.
Alberik was een vertrouwensman van koning Berengarius van Italië. Na de dood van Guido IV van Spoleto en Lambert II van Spoleto werd hij aangesteld als nieuwe hertog.
Hij huwde Marozia, dochter van Theodora I van Tusculum, en kwam daardoor in het bezit van de wereldlijke macht over Rome. Hij werd echter door de pauselijke partij verdreven en in 925 vermoord.
Het koppel had drie of vier kinderen:
- Alberik II, de later prins van Rome;
- Constantino (gestorven na 14 januari 945);
- Sergio, bisschop van Nepi (gestorven voor 963);
- en mogelijk ook Paus Johannes XI (verschillende bronnen beschouwen hem als buitenechtelijke zoon van Paus Sergius III).

## Referentie
- art. Alberic (1), in S. de Bruin, Geographisch-historisch woordenboek. Deel 1: A-G, Leiden, 1869, p. 104.